# Abstrakt (resumé)
 For alternative betydninger, se Abstrakt. (Se også artikler, som begynder med Abstrakt)
Et abstrakt er en forkortet repræsentation af en teksts indhold. Abstraktet udgør i sig selv en tekst. Hvis abstraktet publiceres særskilt, skal det være ledsaget af en bibliografisk reference til teksten. Den internationale standard for udarbejdelse af abstrakter er ISO 214.
Abstrakter optræder almindeligvis som en del af videnskabelige tidsskriftsartikler. Særlige referattidsskrifter samler disse abstrakter inden for et fagområde og publicerer dem i fagbibliografiske databaser, der er vigtige værktøjer for litteratursøgning. Fx i den vigtige medicinske database MEDLINE.
Udover det skrevne abstrakt findes der også graphical abstracts og video abstracts.

## Former for abstrakter
Man kan skelne mellem manuelt udarbejdede og maskinelt udarbejdede referater. I begge tilfælde findes forskellige former.

### Indikativt referat
Kort abstrakt beregnet til at give et indtryk af dokumentets indhold og omfang.

### Informativt referat
Længere abstrakt som giver læseren et rimeligt godt kendskab til hvad dokumentet handler om og omfatter. Det informative referat skal være udformet således at det med udbytte kan læses som erstatning for selve dokumentet.
Altså du kan læse referat i stedet for selve dokumentet.

### Struktureret referat
Fx struktureret i afsnit med formål, metode, resultater og betydning (implikationer).